# Actio
Actio (latin for "aktion" eller "handling") er et begreb inden for retorikken, der betegner talerens effektive brug af fysisk gestikulation under udførelsen af en tale.
I værket Institutio Oratoria jævnfører den romerske retoriker Quintilian actio med begrebet pronuntiatio, som bedst kan oversættes til "udførelse". Senere i Institutio Oratoria skelner Quintilian dog mellem actio og pronuntiatio, som betegner henholdsvis talerens fysiske gestikulation og stemmebrug i udførelsen af talen. Senere er actio-begrebet blevet dækkende for både talerens brug af krop og stemme under talen.

## Plads i retorikken
Actio er den sidste af de fem faser i den retoriske partes-model. Udover actio indeholder modellen fire andre faser:
- inventio (opdagelsen af talens argumenter),
- dispositio (disponering af talens dele),
- elocutio (udvælgelse af talen stil) og
- memoria (memorering af talen).

## Betydning
Flere store retorikere har betonet vigtigheden af actiofasen. Den romerske retoriker Cicero skrev, at udførsel "er den afgørende faktor i talekunsten", mens Demosthenes udnævnte fremførsel til at være den første, anden og tredje vigtigste faktor i talekunsten. De to retorikere indikerede, at enhver sandhed kan forspildes, hvis ikke den får overbevisende mæle.
Psykologiske undersøgelser har vist, at kun 7 % af det, der opfattes af en tilhører, udgøres af talens indhold, men 55 % og 38 % udgøres af henholdsvis talerens kropssprog og stemmeføring.  Undersøgelserne problematiseres dog ved, at indhold, kropssprog og stemme hører sammen i udførelsen af talen. Kropssproget og stemmeføringen må passe til indholdets karakter, for at talen virker overbevisende, eller som Quintilian skriver: "[...] hvis vi ser glade ud, når vores ord er sørgelige, eller ryster på hovedet, når vi kommer med en positiv udtalelse, vil vores ord ikke kun savne vægt, men vil ikke være overbevisende”. 
Under actio må taleren tage forskellige retoriske virkemidler i betragtning. Før det første må taleren tage sit kropssprog i betragtning, således at både holdning, scenebrug, gestikulation og mimik passer til talens formål og indhold. For det andet kan taleren justere sine auditive virkemidler. Disse er tempo, tryk, pauser, volumen og artikulation.
Den overbevisende tale kommer ikke kun gennem valget af passende argumenter og understøttende eksempler i den rigtige rækkefølge, overbevisende sprogvalg og evnen til at huske talen. Taleren må øve talen i aktion for at justere sine auditive og visuelle virkemidler, så de passer til talens indhold. Det er en kendt historie, at Barack Obama begynder at øve fremførslen af sine taler tre måneder før han skal præsentere dem for offentligheden.[kilde mangler]
Actio er transportmidlet, hvorigennem talerens tanker bliver fragtet til publikum. Cicero skriver om actio, den måde budskabet afleveres på: "Uden det kan selv ikke den største taler hævde sig, medens den middelgode taler, som behersker det, ofte kan besejre de ypperste"